# Camares (Creta)
Camares ou Kamaraiko (em grego: Καμάρες; romaniz.: Kamares) é uma aldeia do centro-sul da unidade regional de Heraclião em Creta na Grécia. Nas proximidades da vila localiza-se um importante sítio arqueológico minoico, uma caverna sagrada. Esta caverna recebeu o nome de Camares e está localizada a cerca de 1700 m acima do nível do mar, no sopé sul dos Montes Psiloritis.
A caverna foi encontrada em 1890 por um habitante da região e foi investigada por arqueólogos italianos; foi novamente explorada em 1913 pela Escola Britânica de Atenas. Durante as escavações foram encontrados diversos artefatos, especialmente cerâmica datável do minoano médio; em vista de seu estilo particular a cerâmica recebeu a denominação de cerâmica Camares. Os achados da caverna Camares são muito similares a aqueles encontrados na caverna Ilítia (figuras animais em terracota, ferramenta em osso e pedra, ossos de animais), uma caverna cretense próxima de Heraclião onde se cultuava a deusa do parto Ilítia. Por essa razão os arqueólogos acreditam que em Camares houvesse a mesma devoção.